# Piton Bé Massoune
Pour les articles homonymes, voir Piton (homonymie).
Le Piton Bé Massoune est un sommet montagneux de l'île de La Réunion, un département d'outre-mer français dans l'océan Indien. Situé sur le rempart montagneux qui place le plateau appelé plaine des Fougères en surplomb de la partie nord du cirque naturel de Salazie, il culmine à 1 614 mètres d'altitude au nord du massif du Piton des Neiges et est traversé par la frontière entre les communes de Salazie et de Sainte-Marie.